# 瓦窑堡会议
瓦窑堡会议，是1935年12月17日至12月25日，中共中央政治局在陕西省安定县（今子长县）瓦窑堡召开的扩大会议:424。会议由张闻天主持，主要讨论与抗日战争路线有关的军事问题和政治问题:424。

## 背景
继九一八事变及华北事变后，中日战事日紧。然而，中国始终没有形成统一的抗争战线。中国工农红军由于第五次反围剿战争的失败，自1934年10月起开始“长征”，处于挣扎求存的艰难时期。而国民革命军则在蒋介石的领导下坚持“安内攘外”的政策，并未视抗战为第一要务。四川、两广、东北等地更有军阀势力与中央分庭抗礼，貌合神离。
另一方面，德国纳粹党的上台让斯大林认识到了反法西斯统一战线的重要性。于是，在1935年7月，由季米特洛夫主持的共产国际第七次代表大会通过了建立最广泛的反法西斯人民阵线的决议，这改变了苏共中央1928年共产国际六大以来“第三时期理论”指导下的“左”倾政治路线。
该次会议有高自立（周和生）、王明、康生、林育英等中共代表参加。其中林育英在参会后，化名“张浩”，扮作商人，经过三个半月的跋涉，到达陕北瓦窑堡与中共中央会合，成功传达了“统一战线”的七大会议精神。中共领导人决定就地召开会议贯彻苏联的指示。

## 与会者
出席会议的有张闻天、毛泽东、周恩来、王稼祥、刘少奇、秦邦宪（博古）、邓发、李维汉、张浩（林育英）、彭德怀、何克全（凯丰）、吴亮平、杨尚昆、郭洪涛、李德等十余人:424。

## 会议结果
12月25日，会议通过张闻天起草的《中央关于目前政治形势与党的任务决议》，该决议概要如下：
1. 目前形势的特点（日本帝国主义的侵略，使中国人民面临着亡国灭种的大祸）
2. 党的策略路线（坚持工农主力，同时發動、團結與組織全中國全民族一切革命力量去反對當前主要的敵人——日本帝国主义与卖国贼蒋介石）
3. 国防政府与抗日联军
4. 苏维埃人民共和国（原为蘇維埃工農共和國）
5. 党内的主要危险是关门主义
6. 为扩大与巩固共产党而斗争

会议还通过了毛泽东起草的《中央關於軍事戰略問題的決議》。

## 後續
12月27日，毛泽东在瓦窑堡党的活动份子会议上作出《论反对日本帝国主义的策略》报告:424。毛泽東根据瓦窑堡会议精神，阐述党的抗日民族統一戰線策略思想:425。毛泽东批判了左倾关门主义错误:425。又指出必须预防党内右倾机会主义复辟。
不过，瓦窑堡会议并未把蒋介石阵营纳入“抗日民族统一战线”中。会议虽然都指出地主买办营分裂之可能，提出要利用敌人內部「争斗」「缺口」之方针，但是由于沒有看到1935年华北事变后，特別是中国国民党第五次全国代表大会后，蒋介石之对日态度已由软弱趋向强硬，由一味妥协退让趋向抵制，而继续把他看成是「卖国贼头子」，仍旧採取「反蒋抗日」方针:425。
在1936年9月，中共中央发布《关于逼蒋抗日问题的指示》，才真正由“反蒋抗日”转变为“逼蒋抗日”，为日后西安事变埋下伏笔。

## 影響
中共的政治路線在瓦窑堡会议發生重大轉變，放棄了從1931年1月第六屆中央委員會四中全會以來苏联指導下的教條主義，而以彈性務實的政策爭取群眾最廣泛的支持。富農、小資產階級、甚至民族资产阶级都成為中共爭取的對象。